# Pamplona
Pamplona (tiếng Tây Ban Nha: [pamˈplona]; tiếng Pháp: Pampelune) hay Iruña (tiếng Basque: [iɾuɲa], cách viết khác: Iruñea, IPA: [iɾuɲea]) là thủ phủ của cộng đồng tự trị Navarra, Tây Ban Nha, và về lịch sử là thủ đô vương quốc Navarra. Pamplona là thành phố lớn thứ nhì trong vùng văn hóa Basque (gồm hai cộng đồng tự trị Navarra và Xứ Basque, cũng như xứ Basque thuộc Pháp).
Pamplona có khí hậu ôn hòa, nằm ở độ cao 446 mét (1.463 ft).
Thành phố nổi tiếng toàn cầu với hội chạy với bò trong những ngày lễ San Fermín, tổ chức thường niên từ ngày 6 đến 14 tháng 7. Lễ hội này trở nên nổi tiếng với tiểu thuyết The Sun Also Rises (1926) của Ernest Hemingway. Đây còn nơi đặt trụ sở đội bóng Osasuna, câu lạc bộ bóng đá Navarra duy nhất từng đá trong giải đấu cấp cao nhất của Tây Ban Nha.

## Liên kết
- Pamplona City Council website Lưu trữ ngày 12 tháng 6 năm 2011 tại Wayback Machine.
- The Way of St. James Pamplona is one of the most important cities along the Way of St. James (or in Spanish: El Camino de Santiago). Learn everything about this fascinating pilgrimage route.
- Pamplona.- Medieval History of Navarre